# Himilcó (Primera Guerra Púnica)
Himilcó (en grec antic: Ἱμίλκων, llatí: Himilco) va ser un general cartaginès de les forces de Lilibèon durant la Primera Guerra Púnica.
Apareix com a comandant d'aquesta ciutat després de la victòria del cònsol Luci Cecili Metel sobre Àsdrubal l'any 250 aC. Metel va assetjar la ciutat i Himilcó va preparar la defensa amb els seus deu mil homes. Els romans, dirigits pels cònsols Gai Atili Règul Serrà i Luci Manli Vulsó Llong, eren deu vegades més. La lluita era enèrgica per ambdós costats. Hanníbal fill d'Amílcar va aconseguir portar socors a la ciutat amb uns 50 vaixells i deu mil homes. Himilcó va renovar els atacs contra les obres dels assetjadors i va fer una sortida en la que va ser rebutjat però va aconseguir cremar els enginys de guerra romans; el setge es va convertir en un bloqueig però els bloquejats van poder mantenir les comunicacions per mar.
L'any 249 aC la victòria d'Adhèrbal a Drèpana va fer els cartaginesos amos de la mar. Himilcó apareix cooperant amb Cartal després d'aquesta batalla, quan van intentar destruir un esquadró romà que vigilava prop de Lilibèon, operació que no va tenir un èxit complet però amb el que es van obrir completament la comunicació de Lilibèon per mar, abans precària.
L'any 248 aC apareix lluitant contra els consols Luci Cecili Metel i Numeri Fabi Buteó. No torna a ser esmentat i més tard apareix com a comandant de Lilibèon el general Giscó que la governava al final de la guerra. D'aquest Himilcó en parlen Polibi, Diodor de Sicília i Joan Zonaràs.